# Frankenstein (miniserie televisiva)
Frankenstein è una miniserie televisiva del 2004 prodotta dal canale Hallmark e liberamente tratta dal romanzo di Mary Shelley Frankenstein, o il moderno Prometeo del 1816.

## Trama
Cosa accade se l'uomo viola le leggi di Dio e della scienza? L'equipaggio di una nave in tempesta tra i ghiacci avrà questa risposta a seguito del salvataggio di un uomo, che rivela di chiamarsi Victor Frankenstein e di essere sopravvissuto ad un'esplosione al Polo nord (esattamente il punto in cui finiva il romanzo di Mary Shelley). L'uomo comincerà a raccontare la sua storia fantastica, che naturalmente lo spettatore televisivo avrà modo di vedere grazie al largo uso dei flashback.

## Versioni
La miniserie televisiva è molto fedele al romanzo Frankenstein o il moderno Prometeo (1816) di Mary Shelley, in particolare nella caratterizzazione dei personaggi. La miniserie, della durata di 268 minuti, è uscita in Italia in DVD in una versione ridotta di 100 minuti distribuita dalla 01 Distribution.
Un'altra versione italiana ridotta, disponibile anche sulla piattaforma Amazon, dura 150 minuti.